# يوسوكي هوشينو
يوسوكي هوشينو (باليابانية: 星野 有亮) (12 مايو 1992 في طوكيو في اليابان – )؛ هو لاعب كرة قدم ياباني سابق كان يلعب كلاعب وسط.

## وصلات خارجية
- يوسوكي هوشينو على موقع رابطة كرة القدم اليابانية للمحترفين (اليابانية)
- يوسوكي هوشينو على موقع قاعدة بيانات كرة القدم.إي يو (الإنجليزية)
- يوسوكي هوشينو على موقع Soccerway.com (الإنجليزية)
- يوسوكي هوشينو على موقع عالم كرة القدم.نت (الإنجليزية)